# 735
Năm 735 trong lịch Julius.